# Eduard Wiiralt

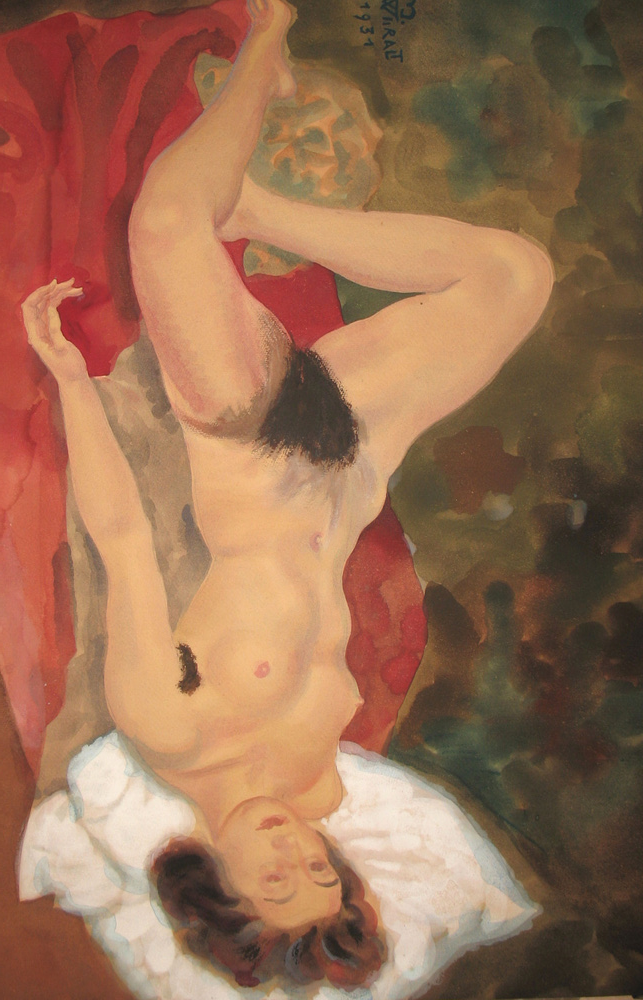
Nu couché (1931), Wasserfarben

Eduard Wiiralt (* 8. Märzjul. / 20. März 1898greg. auf dem Gutshof Kalitino bei Wolossowo, Russisches Kaiserreich; † 8. Januar 1954 in Paris) war ein estnischer Graphiker und Maler.

## Leben
Eduard Wiiralt (Schreibweise nach der in den 1920er Jahren eingeführten Orthographie auch Viiralt) wurde als Sohn estnischer Eltern im Gouvernement Petersburg geboren. Die Familie zog 1909 von Russland in den estnischen Kreis Järva auf den Gutshof Varangu. Von 1915 bis 1918 studierte Wiiralt an der Kunstgewerbeschule (estnisch Kunstitööstuskool) in Tallinn.
1918/19 nahm Wiiralt als Soldat am Estnischen Freiheitskrieg gegen Sowjetrussland teil. 1919 setzte er seine Studien an der renommierten Künstlerschule Pallas im südestnischen Tartu bei Anton Starkopf fort. 1922/23 war er Stipendiat an der Kunstakademie in Dresden bei Professor Selmar Werner. 1924 schloss er die Künstlerschule Pallas als Graphiker und Bildhauer ab.
1924/25 war Eduard Wiiralt kurzzeitig in Tartu als Dozent für Graphik tätig, bevor er ein Stipendium der staatlichen estnischen Kunststiftung für einen einjährigen Aufenthalt in Paris bekam. Von 1925 bis 1939 lebte er in Frankreich. Eine Marokko-Reise (1939 bis 1939) hierließ tiefe Eindrücke.
Von 1939 bis 1944 lebte Wirralt wieder in der estnischen Hauptstadt. In den Kriegswirren gelangte er über Schweden im Herbst 1946 nach Paris. Dort starb er 1954 im Alter von 55 Jahren. Eduard Wiiralt ist er einzige Este, der auf dem berühmten Friedhof Père-Lachaise begraben liegt.

## Künstlerisches Werk
Eduard Wiiralt stellte 1916 seine ersten Holzschnitte und Linolschnitte sowie ein Jahr später seine ersten Zeichnungen vor. In seiner Anfangszeit war er dem Jugendstil verbunden. Frühe Skulpturen stellen die Künstler Konrad Mägi und Kristjan Teder (1922) dar. Von 1923 bis 1925 illustrierte Wiiralt zahlreiche Buchausgaben wie die Võrumaa jutud von Juhan Jaik, die Märchen (Muinasjutud) von Jakob Kõrv und ein Religionslehrbuch von Eduard Tennmann.
In seinen Arbeiten wurde Wiiralt immer mehr durch den deutschen Expressionismus beeinflusst. Er thematisierte wiederholt das urbane Leben der damaligen Zeit. Seine oftmals ironischen oder spöttischen Darstellungen, die auch frühe Einflüsse des Surrealismus zeigen, wurden schnell bekannt. In Paris illustrierte Wiiralt 1928 zwei bibliophile französischsprachige Ausgaben von Puschkin (Gabrielade) und François Mauriac (Supplément au traité de la concupiscence de Bossuet). Ein Jahr zuvor waren bereits Wiiralts Illustrationen zu Marie Unders Gedichtsammlung Rõõm ühest ilusast päevast in Estland erschienen.
Ab 1933 wandte sich Wiiralt zunehmend dem Realismus zu. Kinder, Frauen, exotische Tiere, die Spielereien der Natur rücken in den Mittelpunkt seines graphischen Werks. Aus dieser Zeit stammen auch eine Reihe seiner markanten psychologischen Porträts. Während seiner Marokko-Reise porträtierte er Berber und Araber.
Wiiralt war ab 1927 Mitglied des Pariser Salon d’Automne. Er organisierte ab 1929 zahlreiche Einzelausstellungen in ganz Europa, 1936 auch in seiner Heimat Estland.